# Isak Jansson
Isak Alexander Jansson (Kinna, Mark, Västra Götaland, 31 de enero de 2002), más conocido como Isak Jansson, es un futbolista sueco que juega en la posición de delantero en el O. G. C. Niza de la Ligue 1. 

## Trayectoria
Isak es natural de Kinna, en el municipio de Mark y comenzó a jugar al fútbol cuando tenía cinco años en Kinna IF. A los once años, se enroló en las categorías inferiores del Skene IF, donde llegó al primer equipo cuando tenía 16 años.
En mayo de 2018, firma por el Kalmar FF, pese a tener ofertas de diversos clubs extranjeros.
En 2018, en un partido contra el Hammarby, se convirtió en el primer sueco nacido en 2002 en ser seleccionado para disputar un partido en la Allsvenskan y en agosto de 2019, fue ascendido primer equipo. 
El 1 de septiembre de 2019, debutó con el Kalmar FF en la Allsvenskan, en un encuentro frente al Malmö FF en el que acabaría por derrota por cero goles a cinco, disputando 13 minutos del encuentro.
En marzo de 2020, Jansson anotó dos goles en un partido de la Copa de Suecia contra el Jönköping Södra y en junio de 2020 debutó de titular en el estreno de la Allsvenskan ante el IFK Norrköping. En la temporada 2020, disputa 29 encuentros de la Allsvenskan con el Kalmar FF, donde aportaría 4 asistencias.
En la temporada 2021, disputa 24 encuentros de la Allsvenskan, en los que anota 6 goles. En la temporada 2022, disputa 14 partidos de la Allsvenskan, en los que anota un gol.
El 28 de julio de 2022, el FC Cartagena de la Segunda División de España anuncia un principio de acuerdo con el jugador sueco por tres temporadas.
El 6 de febrero de 2024, firma por el SK Rapid Viena de la Bundesliga austriaca, cedido por el FC Cartagena hasta el final de la temporada. 
El 28 de mayo de 2024, se hace oficial el fichaje la ejecución de la opción de compra del SK Rapid Viena por el jugador por un importe de 250 000 euros.

### Selección nacional
Es internacional con la selección de fútbol sub-17 de Suecia con la que disputó 20 encuentros y anotó 2 goles y la sub-21, con la que jugaría 3 partidos.

## Clubes
| Club                    | País    | Año       |
| ----------------------- | ------- | --------- |
| Kalmar FF               | Suecia  | 2019-2022 |
| F. C. Cartagena         | España  | 2022-2024 |
| SK Rapid Viena (cedido) | Austria | 2024      |
| SK Rapid Viena          | Austria | 2024-2025 |
| O. G. C. Niza           | Francia | 2025-act. |